# Franz Pitschmann
Franz Pitschmann (ur. 16 grudnia 1954 w Hall in Tirol) – austriacki zapaśnik walczący w stylu klasycznym. Czterokrotny olimpijczyk. Piąty w Los Angeles 1984 i szósty w Seulu 1988, dziesiąty w Moskwie 1980 i trzynasty w Montrealu 1976. Walczył w kategoriach 82–100 kg. Jest jednym z najbardziej utytułowanych zapaśników austriackich.
Pięciokrotnie uczestniczył w mistrzostwach świata, zdobył brązowy medal w 1981. Zajął ósme miejsce w 1983, 1989 i 1991 a piętnaste w 1987. Został wicemistrzem Europy w 1986; piąty w 1985; jedenasty w 1981 i dwunasty w 1980. Trzeci zawodnik Pucharu Świata w 1982 roku. Zdobył trzydzieści tytułów mistrza Austrii. Jest prezydentem tyrolskiej federacji zapasów.
- Turniej w Montrealu 1976 – 82 kg

Przegrał obie walki, kolejno ze Szwedem Leifem Anderssonem i Bułgarem Iwanem Kolewem.
- Turniej w Moskwie 1980 – 90 kg

Uległ Rumunowi Petre Dicu i Szwedowi Frank Anderssonowi, a pokonał Mongoła Dżamcyna Bora.
- Turniej w Los Angeles 1984 – 100 kg

Przegrał wszystkie trzy walki, kolejno z Grekiem Jeorjosem Pikilidisem, Rumunem Vasile Andrei i Fritzem Gerdsmeierem z RFN.
- Turniej w Seulu 1988 – 90 kg

W pierwszej rundzie pokonał Andrzeja Malinę, Brazylijczyka Roberto Nevesa Filho, Izraelczyka Evana Bernsteina, a przegrał z Atanasem Komszewem z Bułgarii i Szwedem Christerem Gulldénem. W drugiej fazie uległ zawodnikowi RFN Andreasowi Steinbachowi.